# Менді Родан
Менді Родан (івр. מנדי רודן, справжнє прізвище Розенблюм, нім. Rosenblum; 15 квітня 1929, Ясси — 9 травня 2009, Єрусалим) — ізраїльський диригент, композитор і скрипаль.

## Біографія
Народився 15 квітня 1929 року в румунському місті Ясси. У дитинстві не отримав систематичної музичної освіти, а після загибелі батька під час холокосту змушений був вчитися більш практичних занять і збирався стати інженером. Проте музичні здібності взяли своє, і в 16 років Розенблюм був прийнятий скрипалем в оркестр Румунського радіо. Надалі він вивчав скрипку і диригування в Бухарестській академії музики у Константина Сільвестрі і 1953 року став головним диригентом того ж оркестру.
1961 року Розенблюм емігрував до Ізраїлю і прийняв нове ім'я. Він відразу отримав визнання на новій батьківщині і в 1963-1972 роках очолював Єрусалимський симфонічний оркестр. У цей же період він заснував Єрусалимський камерний оркестр. Надалі Родан керував оркестром «Ізраїльська симфонієта» (1972-1991) і камерним оркестром Збройних сил Ізраїлю (1985-1989), а також був головним диригентом Бельгійського національного оркестру (1983-1989). 
У 1997 року був удостоєний звання «Музикант року» Міністерством культури і освіти Ізраїлю.
Родан також очолював Ізраїльську академію музики (1984-1993), де серед його студентів був, зокрема, Єрухам Шаровський, викладав в Істменівській школі музики в США (1999-2002) і в Паризькій консерваторії.
Помер 9 травня 2009 року в Єрусалимі.